# Cercle sportif basket Grand Autunois Morvan
Le CS Autun Basket (nommé depuis 2015 Cercle Sportif Basket Grand Autunois Morvan) est un club de basket-ball basé à Autun (Saône-et-Loire), évoluant actuellement en Pré-Nationale de Bourgogne. Le club a évolué plusieurs saisons en 3e division nationale dans les années 1980 (Nationale 3 à l'époque) et en Nationale 1 dans les années 2000.

## Historique
La fondation du club de basket-ball remonte à l'année 1941. Dans les années 1980, le CS Autun se distingue et joue régulièrement en Nationale 3 (3e division). Dans les années 1990, le club évolue en Nationale 3, mais en 1998, il échoue pour monter en Nationale 1 lors des barrages d'accession. En 1998-1999, le CS Autun évolue en Nationale 2 et finit par monter en Nationale 1. Après une première saison d'apprentissage, il effectue deux belles saisons en 2000-2001 et 2001-2002, en jouant à un moment la montée en Pro B. La suite verra le club glisser en championnat et arriver à la descente en Nationale 2 en 2005. Dès lors, le CS Autun essaiera de remonter mais sans succès. La saison 2010-2011 est catastrophique et le club redescend en Nationale 3. Le club évolue dans cette division pendant 4 ans, 4e en 2012-2013 et deux fois 6e en 2013-2014 et 2014-2015. Mais le 11 mai 2015, le club autunois est mise en liquidation judiciaire et est rétrogradé en régionale pour la saison 2015-2016. Le 11 août 2015, le club est mise finalement dans une procédure de redressement judiciaire, le club est renommé Cercle Sportif Basket Grand Autunois Morvan (CSBGAM).   

### Saison par saison
| Saison      | Division    | Place | Victoires - Défaites | Montée, Descente | Autres compétitions |
| 1970 - 1971 | Nationale 2 | 7e    |                      | Nationale 3      |                     |
| 1976 - 1977 | Nationale 3 | 12e   |                      | Nationale 4      |                     |
| 1977 - 1978 | Nationale 4 | 6e    |                      |                  |                     |
| 1978 - 1979 | Nationale 4 | 3e    |                      |                  |                     |
| 1979 - 1980 | Nationale 4 | 1er   | 13 - 5               | Nationale 3      |                     |
| 1980 - 1981 | Nationale 3 | 5e    |                      |                  |                     |
| 1981 - 1982 | Nationale 3 | 5e    |                      |                  |                     |
| 1982 - 1983 | Nationale 3 | 11e   |                      | Nationale 4      |                     |
| 1983 - 1984 | Nationale 4 | 5e    |                      |                  |                     |
| 1984 - 1985 | Nationale 4 | 5e    |                      |                  |                     |
| 1985 - 1986 | Nationale 4 | 2e    |                      | Nationale 3      |                     |
| 1986 - 1987 | Nationale 3 | 7e    |                      |                  |                     |
| 1987 - 1988 | Nationale 3 | 3e    |                      |                  |                     |
| 1988 - 1989 | Nationale 3 | 2e    | 18 - 4               |                  |                     |
| 1989 - 1990 | Nationale 3 | 3e    | 13 - 7               |                  |                     |
| 1990 - 1991 | Nationale 3 | 12e   |                      | Nationale 4      |                     |
| 1991 - 1992 | Nationale 4 | 4e    |                      |                  |                     |
| 1992 - 1993 | Nationale 4 | 3e    |                      | Nationale 3      |                     |
| 1993 - 1994 | Nationale 3 | 9e    | 6 - 15               |                  |                     |
| 1994 - 1995 | Nationale 3 | 2e    | 15 - 7               |                  |                     |
| 1995 - 1996 | Nationale 3 | 2e    | 16 - 6               |                  |                     |
| 1996 - 1997 | Nationale 3 | 2e    | 19 - 3               |                  |                     |
| 1997 - 1998 | Nationale 3 | 1er   | 20 - 2               |                  |                     |
| 1998 - 1999 | Nationale 2 | 1er   | 23 - 3               | Nationale 1      |                     |
| 1999 - 2000 | Nationale 1 | 10e   | 14 - 16              |                  |                     |
| 2000 - 2001 | Nationale 1 |       |                      |                  |                     |
| 2001 - 2002 | Nationale 1 | 5e    | 18 - 12              |                  |                     |
| 2002 - 2003 | Nationale 1 | 7e    | 16 - 14              |                  |                     |
| 2003 - 2004 | Nationale 1 | 11e   | 14 - 16              |                  |                     |
| 2004 - 2005 | Nationale 1 | 16e   | 11 - 23              | Nationale 2      |                     |
| 2005 - 2006 | Nationale 2 |       |                      |                  |                     |
| 2006 - 2007 | Nationale 2 |       |                      |                  |                     |
| 2007 - 2008 | Nationale 2 |       |                      |                  |                     |
| 2008 - 2009 | Nationale 2 | 3e    | 18 - 6               |                  |                     |
| 2009 - 2010 | Nationale 2 |       |                      |                  |                     |
| 2010 - 2011 | Nationale 2 | 14e   | 6 - 22               | Nationale 3      |                     |
| 2011 - 2012 | Nationale 3 | 3e    | 15 - 7               |                  |                     |
| 2012 - 2013 | Nationale 3 | 4e    | 12 - 10              |                  |                     |
| 2013 - 2014 | Nationale 3 | 6e    | 12 - 10              |                  |                     |
| 2014 - 2015 | Nationale 3 | 6e    | 12 - 10              | Régionale        |                     |
| 2015 - 2016 | Régionale 1 | 2e    | 20 - 6               |                  |                     |

## Joueurs

### Joueurs marquants
- Johan Blot
- Steed Tchicamboud
- Benoit Claude
- Gaëtan Müller
- Christophe Pellegrini
- Charles-Henri Bronchard
- Vesko Radnic
- Mike Russel
- Jean-François Chaumard
- Jean-Claude Barret
- Phil Carlile
- Richard Batum
- Ron James
- Roberto Zaméo
- Mark Stevenson
- Camille Eleka
- Cleveland Rudisill
- Ocheil Swaby

## Entraîneurs successifs
- 2014-2015:  Frédéric St-Picq
- 2013-2014:  Jean-François Evert
- 2010-2013 :  Frédéric Gustave
- 2006-2010 :  Dominique Gueret
- 2005-2006 :  Patrick Haquet
- 2003-2005 :  Jean-Luc Martin
- 2002-2003 :  François Steinbach
- ? -2002 :  Jean-Luc Martin

## Personnalités du club
- Franck Busselier (ancien Président du CSA)

## Le blason, les couleurs, les supporters
- Les couleurs : à domicile : Blanc et Vert ; à l'extérieur : Vert et Blanc
- Les supporters : Blancs et Verts

## Sources
- Maxi basket
- Le Journal de Saône-et-Loire
- csabasket.fr